# Khởi nghĩa Yên Bái
Khởi nghĩa Yên Bái (chính tả cũ: Tổng khởi-nghĩa Yên-báy) là một cuộc nổi dậy bằng vũ trang bùng phát tại Yên Bái, một phần trong cuộc khởi nghĩa do Việt Nam Quốc dân Đảng (VNQDĐ) tổ chức và lãnh đạo nhằm đánh chiếm một số tỉnh và thành phố trọng yếu của miền Bắc Việt Nam vào ngày 9 tháng 2 năm 1930. Mục đích của cuộc nổi dậy là lật đổ chính quyền thuộc địa của Pháp để xây dựng một nước Việt Nam theo chính thể cộng hòa. Tỉnh lỵ Yên Bái chỉ là một trong những mục tiêu của cuộc Tổng tấn công của VNQDĐ vào quân đội và chính quyền thuộc địa. Lực lượng khởi nghĩa bị đánh bại, đảng viên của VNQDĐ bị truy nã, giam cầm và hành hình. Các lãnh tụ Nguyễn Thái Học và Phó Đức Chính bị Pháp áp giải từ Hà Nội lên Yên Bái xử trảm cùng với 11 người khác sáng sớm ngày 17 tháng 6 năm 1930.

## Bối cảnh
Sau những tổn thất nặng nề do chính quyền thực dân gây ra, một số lãnh tụ của Việt Nam Quốc dân Đảng chủ trương phản công bằng một cuộc khởi nghĩa vũ trang, chứ không thể ngồi khoanh tay chờ bị tiêu diệt.
Từ cách nhìn nhận đó, ngày 17 tháng 9 năm 1929, Chủ tịch Đảng Nguyễn Thái Học đã triệu tập Hội nghị Đại biểu toàn quốc Việt Nam Quốc dân Đảng tại Lạc Đạo, Hải Dương, để bàn bạc và thống nhất kế hoạch khởi nghĩa. Tại hội nghị, Việt Nam Quốc dân Đảng bị chia thành 2 phái: chủ hòa (Lê Hữu Cảnh) và chủ chiến (Nguyễn Thái Học, Nguyễn Khắc Nhu). Phái chủ chiến chiếm ưu thế trong hội nghị.
Sau đó, Việt Nam Quốc dân Đảng triệu tập Hội nghị Bắc Ninh, thống nhất kế hoạch và phương thức tiến hành khởi nghĩa. Tăng cường vận động binh lính. Các cơ sở chế tạo vũ khí được triển khai và đẩy mạnh. Công tác chuẩn bị sau đó gặp một số sự cố như vụ sơ suất khi chế tạo bom ở làng Mỹ Điền, làm chết 3 đảng viên tại Bắc Ninh.
Trong Hội nghị tiếp theo nhóm họp ở làng Võng La, xã Hạ Bì, huyện Thanh Thủy, tỉnh Phú Thọ ngày 25 tháng 12 năm 1929, Quốc dân Đảng khẳng định rằng cần phải tiến hành một cuộc khởi nghĩa để phản công lại sự đàn áp của Pháp. Phạm Thành Dương phản bội tổ chức tại Hội nghị.
Ngày 26 tháng 1 năm 1930, hội nghị tiếp theo được tổ chức tại làng Mỹ Xá, phủ Nam Sách, tỉnh Hải Dương. Trong phiên họp ấy, đa số các đại biểu đều tán thành kế hoạch "Tổng khởi nghĩa". Cũng trong cuộc họp này, Việt Nam Quốc dân Đảng đã vạch ra kế hoạch tấn công một số đô thị và những yếu điểm quân sự của Pháp, bao gồm: Sơn Tây, Hải Dương, Hải Phòng, Kiến An, Bắc Ninh, Đáp Cầu, Phả Lại, Yên Bái, Hưng Hóa, Lâm Thao và Hà Nội. Chỉ huy các mặt trận cũng được chỉ định trong phiên họp lịch sử đó.
Trong một cuộc họp bí mật khác, trên núi Yên Tử thuộc tỉnh Quảng Ninh, giữa các lãnh tụ Nguyễn Thái Học, Phó Đức Chính và Nguyễn Khắc Nhu, ngày giờ phát động cuộc Tổng Khởi nghĩa được ấn định là ngày 9 tháng 2 năm 1930.

## Chuẩn bị
Việt Nam Quốc dân Đảng quyết định tiến hành cuộc Tổng Khởi nghĩa đồng loạt ở một số tỉnh Bắc Kỳ vào đêm 9 tháng 2 năm 1930, bao gồm các tỉnh: Yên Bái do Thanh Giang, Nguyễn Văn Khôi; Sơn Tây do Phó Đức Chính; Hưng Hóa, Lâm Thao do Nguyễn Khắc Nhu; Phả Lại, Hải Dương do Nguyễn Thái Học; Hải Phòng, Kiến An do Vũ Văn Giản (tức Vũ Hồng Khanh) và Hà Nội do Đoàn Trần Nghiệp.
Địa danh Yên Bái được lựa chọn là một địa điểm của cuộc Tổng Khởi nghĩa vì vị trí quan trọng của đô thị này trên tuyến đường nối Hà Nội với Lào Cai và Vân Nam.
Để chuẩn bị cho cuộc khởi nghĩa ở Yên Bái, các cán bộ của Quốc dân Đảng là Nguyễn Thị Giang và Nguyễn Thị Bắc được phái tới thành lập và tổ chức binh đoàn Yên Bái, đồng thời gây dựng cơ sở trong lực lượng lính khố đỏ tại đây. Sau đó, một chi bộ Việt Nam Quốc dân Đảng gồm binh lính người Việt trong quân đội Pháp được thành lập, kể cả các quân nhân Quản Cầm, Cai Thịnh, Cai Nguyên, Cai Thuyết và Cai Hoàng (tức Ngô Hải Hoàng). Lực lượng khởi nghĩa nhận được lời hứa ủng hộ của lính khố xanh và chi bộ tại Xuân Lũng, Phú Thọ. Tuy nhiên, sắp tới ngày khởi nghĩa thì người chỉ huy là Quản Cầm bị bệnh, đang chữa trị tại bệnh viện Lanessan. Quốc dân Đảng liền cử Trần Văn Liêm và Nguyễn Văn Khôi là những người không am hiểu về quân sự đến lãnh đạo và cử Ngô Hải Hoàng thay Quản Cầm.
Ngày 9 tháng 2 năm 1930, nhân cơ hội lễ hội đền Tuần Quán có nhiều người từ khắp nơi kéo về, đảng viên Quốc dân Đảng đã chuyển dấu vũ khí đến Yên Bái. Cuộc khởi nghĩa của binh đoàn Yên Bái tấn công quân đội Pháp khởi sự vào ngày 10 tháng 2 năm 1930 (theo mật báo của Công sứ Yên Bái là De Bottini gửi Toàn quyền Đông Dương Pasquier)

## Hành động

### Chiến sự tại Yên Bái
Tối ngày 9 tháng 2 năm 1930, ngay khi có kèn hiệu tắt đèn ở trại lính, lực lượng nổi dậy đã đột nhập và hội với lực lượng binh lính nổi dậy bên trong. Quân khởi nghĩa chia làm nhiều mũi đánh vào khu nhà ở của sĩ quan, đồn Cao và đồn Dưới với mục tiêu là giết chỉ huy người Pháp và chiếm trại. Đúng 1 giờ sáng ngày 10 tháng 2 thì lực lượng khởi nghĩa đồng loạt hành động. Các viên chỉ huy Pháp là quan ba Jourdan, quan một Robert, quản Cunéo, đội Chevalier, sĩ quan Damour, Bouhier bị giết. Một số chỉ huy người Pháp khác bị thương nặng.
Sau khi tiêu diệt các sĩ quan Pháp, lực lượng nổi dậy chiếm kho vũ khí, chiếm nhà ga và cơ quan trong tỉnh.
Viên chỉ huy cao nhất của quân Pháp là Trung tá Aimé Le Tacon đã chốt chặt ở đồn Cao và đánh trả lực lượng tấn công. Quân nổi dậy dần rơi vào bất lợi do chỉ có ít lính khố đỏ theo còn lính khố xanh không những không theo như đã hứa mà còn chống lại.
Đến 7 giờ sáng ngày 10 tháng 2, Tacon chỉ huy 3 đạo quân Pháp do quan ba Roccas, quan một Varen và đội trưởng Ollivier cầm đầu phản công. Trước sức tấn công mạnh của quân địch, nghĩa quân thất bại và dần tan rã. Quân Pháp tái chiếm được lại toàn bộ trại lính, bắt giữ 4 cai và 22 lính khố đỏ cùng 25 nghĩa quân. Cuộc khởi nghĩa Yên Bái đã thất bại vào sáng 10 tháng 2 năm 1930.

### Các tỉnh trung du
Chiến sự tại Phú Thọ diễn ra không đạt kết quả, Nguyễn Khắc Nhu chỉ huy quân đánh vào thị xã Hưng Hóa không đạt kết quả. Sáng ngày 10 tháng 2, quân Pháp từ Phú Thọ kéo lên phản công, quân khởi nghĩa bị đánh tan, Nguyễn Khắc Nhu bị bắt, sau đó ông tự sát. Tại phủ Lâm Thao, cánh quân của Lý Mai (tức Bùi Xuân Mai) đã nhanh chóng làm chủ, đuổi Tri phủ Đỗ Kim Ngọc, treo cờ, đốt lửa báo tin thắng lợi. Sáng hôm sau, quân Pháp do Phó công sứ Phú Thọ là Chauvet tấn công quyết liệt, tái chiếm lại phủ, nghĩa quân phải rút vào các làng lân cận, một số bị bắt, trong đó có Bùi Xuân Mai. Ông bị Pháp xử chém cùng Nguyễn Thái Học và 11 lãnh tụ khác của Quốc dân Đảng.
Do kế hoạch bị lộ từ trước nên cuộc tấn công vào thị xã Sơn Tây tại đồn Chùa Thông cũng không giành được thắng lợi. Sáng ngày 10 tháng 2 thì chỉ huy là Phó Đức Chính bị bắt.

### Các tỉnh miền xuôi
Sau khi chiến sự tại trung du đã thất bại thì kế hoạch hành động ở các tỉnh miền xuôi mới được triển khai. Đêm ngày 14 rạng sáng ngày 15 tháng 2 năm 1930, Việt Nam Quốc dân Đảng khởi nghĩa tại Phả Lại, Vĩnh Bảo, Kiến An, Phụ Dực.
Tại Vĩnh Bảo (Hải Phòng), do Trần Quang Diệu chỉ huy, quân khởi nghĩa từ làng Cổ Am đã tiến lên tấn công huyện lỵ, giết Tri huyện Hoàng Gia Mô rồi tự giải tán. Tại Phụ Dực (Thái Bình), nghĩa quân đánh chiếm được phủ huyện, đốt giấy tờ sổ sách, rồi tự giải tán do không đủ sức chiếm giữ.
Kế hoạch khởi sự tại Kiến An bị lộ, Công sứ tỉnh Kiến An là Saillenfest de Soudeval cùng Phó sứ là L. Gorrec đã ra lệnh bắt giam toàn bộ lính khố đỏ, tổ chức canh phòng cẩn mật nên quân khởi nghĩa tự giải tán. Quân khởi nghĩa cũng gặp thất bại ở Đạo quan binh Phả Lại.

### Ném bom
Tại Hà Nội, Đoàn Trần Nghiệp tổ chức đội cảm tử gồm có Nguyễn Văn Liên, Mai Duy Xứng, Nguyễn Minh Luân, Nguyễn Quang Triệu và Nguyễn Bá Tâm, tiến hành ném bom ở năm địa điểm ở Hà Nội trong đó có nhà Chánh mật thám Arnoux, 2 trái; Hỏa Lò 8 trái; Sở Sen đầm 2 trái; cảnh sát Quận 1, 2 trái; cảnh sát Quận 2, 2 trái. Bom nổ nhưng không có ai thiệt mạng. Đoàn Trần Nghiệp bị truy nã khắp nơi. Sau đó Đoàn Trần Nghiệp bị bắt tại Nam Định và bị hành quyết tại Hà Nội.

### Ở nước ngoài
Tại thủ đô Paris, sinh viên Việt Kiều đã tổ chức và ủng hộ biểu tình khởi nghĩa Yên Bái và chống việc khủng bố những người chiến sĩ yêu nước.

## Kết quả
Quân khởi nghĩa đã tiêu diệt 2 sĩ quan, 3 hạ sĩ quan, 6 cai và lính khố đỏ, làm bị thương 2 sĩ quan, 4 hạ sĩ quan và 4 cai và lính khố đỏ, thu được 2 khẩu súng liên thanh, 12 súng trường.
Ngày 27 tháng 2 năm 1930, 15 người của quân khởi nghĩa đã bị đem ra tòa xử và 4 trong số đó bị tử hình.
Sau khi một loạt lãnh đạo của Quốc dân Đảng bị bắt, thực dân Pháp đưa 87 người tới Yên Bái xử vào ngày 23 tháng 3 năm 1930, và 13 trong số đó bị tử hình. Nguyễn Thái Học và một số đồng chí bị quân Pháp do Công sứ Hải Dương Massimi chỉ huy bắt ở Hải Dương cũng bị đem tới Yên Bái tử hình trong đợt này. Các lãnh tụ Quốc dân Đảng khác bị xử tử hình cùng đợt ở Yên Bái ngày 23 tháng 3 gồm Phó Đức Chính, Bùi Tử Toàn (nông dân), Bùi Văn Chuẩn, Nguyễn An, Đào Văn Nhít, Ngô Văn Du, Nguyễn Văn Tiềm, Nguyễn Như Liên (20 tuổi, sinh viên, bí danh Ngọc Tỉnh), Nguyễn Văn Cửu, Lê Văn Tụ, Nguyễn Văn Tính và Hà Văn Lạo (25 tuổi, thợ hồ).
Thống sứ Bắc Kỳ là Robin ra lệnh cho công sứ ở tỉnh lỵ (và các tỉnh khác) ném bom triệt hạ làng Cổ Am, huyện Vĩnh Lại, Hải Dương và có 21 người thiệt mạng vì có tin là nghĩa quân về ẩn náu ở đó.

## Vinh danh
Thương tiếc các vị anh hùng vị quốc vong thân, trong số các bài thơ ca, có bài thơ "Ngày tang Yên Bái" được in trong sách giáo khoa tiểu học thời bấy giờ của tác giả Đằng Phương Nguyễn Ngọc Huy:
Gió căm hờn rền rĩ tiếng gào than
Từ lưng trời sương trắng rủ màn tang
Ánh mờ nhạt của bình minh rắc nhẹ
Trên Yên Bái đang u sầu và lặng lẽ
Giữa mấy hàng gươm sáng tỏa hào quang
Mười ba người liệt sĩ Việt hiên ngang
Thong thả tiến đến trước đài danh dự
Trong quần chúng đứng cúi đầu ủ rũ
Vài cụ già đầu bạc, lệ tràn rơi
Ngất người sau tiếng rú: "Ới, con ơi!"
Nét u buồn chợt mơ màng thoáng gợn
Trên khóe mắt đã từng khinh đau đớn
Của những trang anh kiệt sắp lìa đời
Nhưng chỉ trong giây lát vẻ tươi cười
Lại xuất hiện trên mặt người quắc thước
Đã là kẻ hiến thân đền nợ nước
Tình thân yêu quyến thuộc phải xem thường
Éo le thay! Muốn phụng sự quê hương
Phải dẫm nát bao lòng mình quý mến
Nhưng này đây, phút thiêng liêng đã đến
Sau cái nhìn chào non nước bi ai
Họ thản nhiên lần lượt bước lên đài
Và dõng dạc buông tiếng hô hùng dũng
"Việt Nam muôn năm!" Một đầu rơi rụng
"Việt Nam muôn năm!" Người kế tiến lên
Và tử thần kính cẩn đứng ghi tên
Những liệt sĩ vào bia người tuẫn quốc.